# أمير آخور
أمير آخور كانت إحدى الوظائف الكبرى في دولتي السلاطين المماليك، وكان يشرف على إسطبلات السلطان وما فيها من الخيل والإبل.

## أصل الكلمة
الكلمة مركبة من لفظين: أحدهما عربي (أمير)، والآخر فارسي (آخور)، أي المعلف.